# Éric Lareine
Pour les articles homonymes, voir Lareine.
Éric Lareine, de son vrai nom Éric Bachet, est un chanteur et homme de spectacle français inclassable né près de Charleville le 13 août 1954. Il réside à Toulouse depuis une trentaine d'années.

## Biographie

### Début de carrière
Ancien charpentier, ancien peintre en lettres, Éric Lareine commence sa carrière artistique en 1981, comme comédien et danseur dans la troupe de la chorégraphe Katja Cavagnac à Villefranche de Rouergue. De 1984 à 1987, il est auteur, interprète et harmoniciste du groupe Récup'Verre, basé dans la même petite ville aveyronnaise.
C'est en 1988 qu'il adopte le patronyme « Lareine » et commence à se produire sous ce nom. Il participe au Printemps de Bourges en 1989 avec son groupe, dissous peu après, et ponctuellement aux spectacles de la compagnie Royal de luxe.

### Années 1990
Dans les années 1990, il publie avec la complicité du pianiste Mingo Josserand trois albums peu médiatisés mais qui établissent sa réputation dans le métier : l'inaugural Plaisir d'offrir, joie de recevoir en 1992, L'Ampleur des dégâts en 1994, album mi-studio mi-public, et J'exagère en 1996,.
Parallèlement, il crée plusieurs spectacles pour la scène : La Rue de la sardine (1990), adapté de John Steinbeck avec la Cie Gilbert Tiberghien, Le Grand Tamour (1991-92), mis en scène par Nathalie Bensard, Opéra Nostra (1995), adapté  de The Beggar's Opera avec Sergio Guagliardi et la Cie Gilbert Tiberghien au Théâtre de la Tempête à Vincennes.
En 1998, il travaille à un quatrième album destiné à paraître chez Chant du Monde, mais la maison de disque se rétracte inopinément, et n'ayant trouvé aucun repreneur l'album reste inédit à ce jour.

### Années 2000
Dans les années 2000, Éric Lareine continue d'écrire pour la scène (création de Déshabillez-moi, textes à danser, avec la Cie de danse Christiane Blaise à Meylan-Grenoble en 2002) mais évolue surtout dans le milieu du jazz et des musiques improvisées, en collaborant notamment avec des musiciens tels que Denis Badault (création en 2000 du Duo Réflex au Théâtre des Déchargeurs à Paris), Bernardo Sandoval (création du Requiem enfantin dans le cadre du Marathon des mots au Théâtre National de Toulouse en 2004) ou Denis Charolles et la Compagnie des Musiques à Ouïr (le spectacle À corps-désaccorps  en 2004, le spectacle Au lustre de la peur avec les Jeunesses Musicales de France en 2006, et de 2009 à 2012 le spectacle Les Étrangers familiers en hommage à Georges Brassens, cochanté avec Loïc Lantoine).
En 2009, Éric Lareine crée le groupe Leurs enfants, composé de Frédéric Gastard aux saxophones et aux claviers, Pascal Maupeu à la guitare électrique et Frédéric Cavallin à la batterie et aux percussions, tous musiciens issus de la scène jazz désireux de jouer du rock. Avec cette formation il repart en tournée et publie en 2010 un nouvel album salué par la critique, après quatorze ans de silence discographique.

### Années 2010
Au début de 2011, Frédéric Gastard quitte le groupe. Cédric Piromalli lui succède aux claviers et Loïc Laporte aux saxophones (qui joue aussi de la guitare baryton, de la basse, de la clarinette, des flûtes et du banjo). C'est avec cette formation remaniée qu'Éric Lareine sort en octobre 2012 son cinquième album, intitulé Embolie.
Durant l'été 2013, à l'occasion de l'anniversaire des vingt ans de la disparition de Léo Ferré, Éric Lareine donne plusieurs concerts où il reprend les chansons du poète et chanteur anarchiste, accompagné d'une formation symphonique constituée des élèves du conservatoire de Tarbes sous la direction d’Alain Perpétue. Il reprend ce programme Ferré pour une poignée de concerts en 2014 et en 2015, accompagné cette fois du seul pianiste Laurent Carle.
À l'automne 2013, il enregistre avec le pianiste Denis Badault le répertoire en partie remanié pour l'occasion du Duo Réflex, treize ans après sa création, née d'un concert presque totalement improvisé (textes et musiques). L'album, intitulé L'Évidence des contrastes, est publié en avril 2014 et reçoit là encore des critiques élogieuses,,.
En 2014, Éric Lareine et Pascal Maupeu créent le duo musical « Mop Da Queen » avec quoi le chanteur et le guitariste proposent un voyage dans leurs influences blues, country et rock réciproques, revisitant le répertoire connu et moins connu de Woodie Guthrie, Johnny Cash, Billy Fury, Leonard Cohen, Big Joe Turner, Patti Smith, Neil Young et Bob Dylan, non sans y inclure certaines chansons anciennes et récentes de Lareine ainsi que des poèmes d'Arthur Rimbaud et de René Daumal.
En 2015, Éric Lareine retrouve le chemin du théâtre en jouant dans la pièce Le temps c'est notre demeure de Lars Norén, créée en février sur la scène du théâtre Sorano à Toulouse par la compagnie Quad & Cie, dans une mise en scène de Nathalie Nauzes.
Il donne en outre plusieurs interprétations d'une nouvelle création : Ellis Island, lectures musicales sur le thème de l'immigration en Amérique, toujours avec son complice Pascal Maupeu à la guitare électrique. Lareine, lui-même petit-fils d'immigré italien, y puise dans Récits d'Ellis Island, histoires d'errance et d'espoir de Georges Perec et Robert Bober et fait entrer cette matière en collision avec le texte Remember du poète américain Joe Brainard (qui inspira le texte Je me souviens du même Perec).

## Discographie

### Collaborations
- 2010 : Les Étrangers familiers : un salut à Georges Brassens (avec Denis Charolles & Loïc Lantoine)